# Aethalida borneana
Aethalida borneana là một loài bướm đêm thuộc họ Erebidae. Nó được miêu tả bởi Jeremy Daniel Holloway vào năm 1988. Nó được tìm thấy ở đảo Borneo.